# Ісікава Тацуя
Тацуя Ісікава (яп. 石川 竜也, нар. 25 грудня 1979, Сідзуока) — японський футболіст, що грає на позиції захисника за «Монтедіо Ямагата».
Виступав, зокрема, за клуб «Касіма Антлерс» та молодіжну збірну Японії.

## Клубна кар'єра
У дорослому футболі дебютував 2002 року виступами за команду клубу «Касіма Антлерс», в якій провів чотири сезони, взявши участь у 45 матчах чемпіонату. 
Протягом 2006 року захищав на умовах оренди кольори команди клубу «Токіо Верді».
2007 року також на умовах оренди перейшов до «Монтедіо Ямагата». Після двох проведених на орендних умовах сезонів уклав 2009 року з клубом з Ямагати повноцінний контракт.

## Виступи за збірну
1999 року залучався до складу молодіжної збірної Японії. У її складі був учасником молодіжного чемпіонату світу 1999 року, на якому японці дійшли до фіналу, в якому програли збірній Іспанії, і посіли друге місце.